# Uditore-Passo di Rigano
Uditore-Passo di Rigano è il diciassettesimo quartiere di Palermo, compreso nella V Circoscrizione.
Il quartiere prende il nome dal canale che lo attraversa. Include la storica borgata dell'Uditore. 

## Geografia fisica
Il quartiere sorge alle falde del Monte Cuccio, tra la zona centrale della città e la sua periferia settentrionale. Confina: 
- A nord con il quartiere Cruillas-Cep
- A ovest con il quartiere Borgonuovo
- A est con i quartieri Malaspina-Palagonia e Noce
- A sud con il quartiere Altarello

## Storia
Fino agli anni Sessanta, il territorio dell'attuale quartiere si presentava come un borgo rurale circondato da ampie campagne e separato dal centro urbano. Il suo sviluppo si deve alla grande espansione edilizia avvenuta negli anni del miracolo economico italiano, durante la quale venne rapidamente urbanizzato fino ad acquisire la conformazione attuale. Tuttavia, rispetto alle campagne della Piana dei Colli e altre porzioni della Conca d'Oro, le cui superfici verdi vennero drasticamente ridotte in favore di nuove costruzioni, tale area non venne compromessa dai danni del sacco di Palermo, rendendo possibile vedere scorci di campagna che danno un'idea di come appariva la zona prima del boom edilizio. 
Nell'ultimo decennio, la costruzione negli spazi destinati all'uso agricolo è ricominciata e il quartiere si sta nuovamente evolvendo.

## Monumenti e luoghi d'interesse

### Il Parco Uditore
Dal 2012, il quartiere è stato sensibilmente valorizzato dalla nascita dell'omonimo parco pubblico ad accesso gratuito, altresì noto come Parco della Memoria e della Legalità, gestito senza fondi pubblici dai volontari della Cooperativa Sociale Parco Uditore ONLUS. 